# Globo de Ouro de melhor ator em série dramática
O Globo de Ouro para Melhor Ator em Série Dramática (oficialmente: Golden Globe Award for Best Performance by an Actor in a Television Series - Drama) é um prémio anual dado pela Hollywood Foreign Press Association.

## Vencedores e nomeados

### Anos 1960
Melhor Estrela de Televisão - Masculino 

1961: John Daly e 

1961: Bob Newhart 

1962: Richard Chamberlain – Dr. Kildare
1963: Mickey Rooney – Mickey
- Richard Boone – The Richard Boone Show
- Jackie Gleason – Jackie Gleason and His American Scene Magazine
- Lorne Greene – Bonanza
- E.G. Marshall – The Defenders

1964: Gene Barry – Burke's Law
- Richard Crenna – Slattery's People
- James Franciscus – Mr. Novak
- David Janssen – The Fugitive
- Robert Vaughn – The Man from U.N.C.L.E.

1965: David Janssen – The Fugitive
- Don Adams – I Spy
- Ben Gazzara – Run for Your Life
- David McCallum – The Man from U.N.C.L.E.
- Robert Vaughn – The Man from U.N.C.L.E.

1966: Dean Martin – The Dean Martin Show
- Bill Cosby – I Spy
- Robert Culp – I Spy
- Ben Gazzara – Run for Your Life
- Christopher George – The Rat Patrol

1967: Martin Landau – Mission: Impossible
- Brendon Boone – Garrison's Gorillas
- Ben Gazzara – Run for Your Life
- Dean Martin – The Dean Martin Show
- Andy Williams – The Andy Williams Show

1968: Carl Betz – Judd for the Defense
- Raymond Burr – Ironside
- Peter Graves – Mission: Impossible
- Dean Martin – The Dean Martin Show
- Efrem Zimbalist, Jr. – The F.B.I.

Melhor Ator em Televisão - Drama 

1969: Mike Connors – Mannix
- Peter Graves – Mission: Impossible
- Lloyd Haynes – Room 222
- Robert Wagner – It Takes a Thief
- Robert Young – Marcus Welby, M.D.

### Anos 1970
| 1970: Peter Graves – Mission: Impossible - Mike Connors – Mannix - Chad Everett – Medical Center - Burt Reynolds – Dan August - Robert Young – Marcus Welby, M.D. 1971: Robert Young – Marcus Welby, M.D. - Raymond Burr – Ironside - Mike Connors – Mannix - William Conrad – Cannon - Peter Falk – Columbo 1972: Peter Falk – Columbo - Mike Connors – Mannix - William Conrad – Cannon - Chad Everett – Medical Center - David Hartman – The Bold Ones: The New Doctors - Robert Young – Marcus Welby, M.D. 1973: James Stewart – Hawkins - David Carradine – Kung Fu - Mike Connors – Mannix - Peter Falk – Columbo - Richard Thomas – The Waltons - Robert Young – Marcus Welby, M.D. 1974: Telly Savalas – Kojak - Mike Connors – Mannix - Michael Douglas – The Streets of San Francisco - Peter Falk – Columbo - Richard Thomas – The Waltons | 1975: Robert Blake – Baretta e 1975: Telly Savalas – Kojak - Peter Falk – Columbo - Karl Malden – The Streets of San Francisco - Barry Newman – Petrocelli 1976: Richard Jordan – Captains and the Kings - Lee Majors – The Six Million Dollar Man - Nick Nolte – Rich Man, Poor Man - Telly Savalas – Kojak - Peter Strauss – Rich Man, Poor Man 1977: Edward Asner – Lou Grant - Robert Conrad – Baa Baa Black Sheep - Peter Falk – Columbo - James Garner – The Rockford Files - Telly Savalas – Kojak 1978: Michael Moriarty – Holocaust - Ed Asner – Lou Grant - James Garner – The Rockford Files - Richard Hatch – Battlestar Galactica - John Houseman – The Paper Chase - Michael Landon – Little House on the Prairie 1979: Ed Asner – Lou Grant - Richard Chamberlain – Centennial - Erik Estrada – CHiPs - James Garner – The Rockford Files - John Houseman – The Paper Chase - Martin Sheen – Blind Ambition - Robert Urich – Vega$ - Robert Wagner – Hart to Hart |

### Anos 1980
| Melhor Ator - Série Dramática 1980: Richard Chamberlain – Shogun - Edward Asner – Lou Grant - Larry Hagman – Dallas - Robert Urich – Vega$ - Robert Wagner – Hart to Hart 1981: Daniel J. Travanti – Hill Street Blues - Edward Asner – Lou Grant - John Forsythe – Dynasty - Larry Hagman – Dallas - Tom Selleck – Magnum, P.I. 1982: John Forsythe – Dynasty - Larry Hagman – Dallas - Tom Selleck – Magnum, P.I. - Daniel J. Travanti – Hill Street Blues - Robert Wagner – Hart to Hart 1983: John Forsythe – Dynasty - James Brolin – Hotel - Tom Selleck – Magnum, P.I. - Daniel J. Travanti – Hill Street Blues - Robert Wagner – Hart to Hart 1984: Tom Selleck – Magnum, P.I. - James Brolin – Hotel - John Forsythe – Dynasty - Larry Hagman – Dallas - Stacy Keach – Mike Hammer - Daniel J. Travanti – Hill Street Blues | 1985: Don Johnson – Miami Vice - John Forsythe – Dynasty - Tom Selleck – Magnum, P.I. - Philip Michael Thomas – Miami Vice - Daniel J. Travanti – Hill Street Blues 1986: Edward Woodward - The Equalizer - William Devane – Knots Landing - John Forsythe – Dynasty - Don Johnson – Miami Vice - Tom Selleck – Magnum, P.I. 1987: Richard Kiley – A Year in the Life - Harry Hamlin – L.A. Law - Tom Selleck – Magnum, P.I. - Michael Tucker – L.A. Law - Edward Woodward – The Equalizer 1988: Ron Perlman – Beauty and the Beast - Corbin Bernsen – L.A. Law - Harry Hamlin – L.A. Law - Carroll O'Connor – In the Heat of the Night - Ken Wahl – Wiseguy 1989: Ken Wahl – Wiseguy - Corbin Bernsen – L.A. Law - Harry Hamlin – L.A. Law - Carroll O'Connor – In the Heat of the Night - Ken Olin – thirtysomething |

### Anos 1990
| 1990: Kyle MacLachlan – Twin Peaks - Scott Bakula – Quantum Leap - Peter Falk – Columbo - James Earl Jones – Gabriel's Fire - Carroll O'Connor – In the Heat of the Night 1991: Scott Bakula – Quantum Leap - Mark Harmon – Reasonable Doubts - James Earl Jones – Pros & Cons - Rob Morrow – Northern Exposure - Carroll O'Connor – In the Heat of the Night - Sam Waterston – I'll Fly Away 1992: Sam Waterston – I'll Fly Away - Jason Priestley – Beverly Hills, 90210 - Rob Morrow – Northern Exposure - Scott Bakula – Quantum Leap - Mark Harmon – Reasonable Doubts 1993: David Caruso – NYPD Blue - Michael Moriarty – Law & Order - Rob Morrow – Northern Exposure - Carroll O'Connor – In the Heat of the Night - Tom Skerritt – Picket Fences 1994: Dennis Franz – NYPD Blue - Mandy Patinkin – Chicago Hope - Jason Priestly – Beverly Hills, 90210 - Tom Skerritt – Picket Fences - Sam Waterston – Law & Order | 1995: Jimmy Smits – NYPD Blue - Daniel Benzali – Murder One - George Clooney – ER - David Duchovny – The X-Files - Anthony Edwards – ER 1996: David Duchovny – The X-Files - George Clooney – ER - Anthony Edwards – ER - Lance Henriksen – Millennium - Jimmy Smits – NYPD Blue 1997: Anthony Edwards – ER - Kevin Anderson – Nothing Sacred - George Clooney – ER - David Duchovny – The X-Files - Lance Henriksen – Millennium 1998: Dylan McDermott – The Practice - David Duchovny – The X-Files - Anthony Edwards – ER - Lance Henriksen – Millennium - Jimmy Smits – NYPD Blue 1999: James Gandolfini – The Sopranos - Bill Campbell – Once and Again - Rob Lowe – The West Wing - Dylan McDermott – The Practice - Martin Sheen – The West Wing |

### Anos 2000
| 2000: Martin Sheen – The West Wing - Andre Braugher – Gideon's Crossing - James Gandolfini – The Sopranos - Rob Lowe – The West Wing - Dylan McDermott – The Practice 2001: Kiefer Sutherland – 24 - Simon Baker – The Guardian - James Gandolfini – The Sopranos - Peter Krause – Six Feet Under - Martin Sheen – The West Wing 2002: Michael Chiklis – The Shield - James Gandolfini – The Sopranos - Peter Krause – Six Feet Under - Martin Sheen – The West Wing - Kiefer Sutherland – 24 2003: Anthony LaPaglia – Without a Trace - Michael Chiklis – The Shield - William Petersen – CSI: Crime Scene Investigation - Martin Sheen – The West Wing - Kiefer Sutherland – 24 2004: Ian McShane – Deadwood - Michael Chiklis – The Shield - Denis Leary – Rescue Me - Julian McMahon – Nip/Tuck - James Spader – Boston Legal | 2005: Hugh Laurie – House - Patrick Dempsey – Grey's Anatomy - Matthew Fox - Lost - Wentworth Miller – Prison Break - Kiefer Sutherland – 24 2006: Hugh Laurie – House, M.D. - Patrick Dempsey – Grey's Anatomy - Michael C. Hall – Dexter - Bill Paxton – Big Love - Kiefer Sutherland – 24 2007: Jon Hamm – Mad Men - Michael C. Hall – Dexter - Hugh Laurie – House, M.D. - Bill Paxton – Big Love - Jonathan Rhys Meyers – The Tudors 2008: Gabriel Byrne – In Treatment - Michael C. Hall – Dexter - Jon Hamm – Mad Men - Hugh Laurie – House, M.D. - Jonathan Rhys Meyers – The Tudors 2009: Michael C. Hall – Dexter como Dexter Morgan - Simon Baker – The Mentalist como "Patrick Jane" - Jon Hamm – Mad Men como "Don Draper" - Hugh Laurie – House, M.D. como "Gregory House" - Bill Paxton – Big Love como "Bill Henrickson" |

### Anos 2010
| 2010: Steve Buscemi – Boardwalk Empire como Enoch "Nucky" Thompson - Bryan Cranston – Breaking Bad como Walter White - Michael C. Hall – Dexter como Dexter Morgan - Jon Hamm – Mad Men como Don Draper - Hugh Laurie – House como Gregory House 2011: Kelsey Grammer – Boss como Tom Kane - Steve Buscemi – Boardwalk Empire como Enoch "Nucky" Thompson - Bryan Cranston – Breaking Bad como Walter White - Jeremy Irons – The Borgias como Rodrigo Borgia/Papa Alexandre VI - Damian Lewis – Homeland como Nicholas Brody 2012: Damian Lewis – Homeland como Nicholas Brody - Bryan Cranston – Breaking Bad como Walter White - Jeff Daniels – The Newsroom como Will McAvoy - Jon Hamm – Mad Men como Don Draper - Steve Buscemi – Boardwalk Empire como Enoch "Nucky" Thompson 2013: Bryan Cranston – Breaking Bad como Walter White - Liev Schreiber – Ray Donovan como Ray Donovan - Michael Sheen – Masters of Sex como William H. Masters - Kevin Spacey – House of Cards como Frank Underwood - James Spader – The Blacklist como Raymond Reddington 2014: Kevin Spacey – House of Cards como Francis Underwood - Clive Owen – The Knick como John "Thack" Thackery - Liev Schreiber – Ray Donovan como Ray Donovan - James Spader – The Blacklist como Raymond "Red" Reddington - Dominic West – The Affair como Noah Solloway | 2015: Jon Hamm – Mad Men como Don Draper - Rami Malek – Mr. Robot como Elliot Alderson - Wagner Moura – Narcos como Pablo Escobar - Bob Odenkirk – Better Call Saul como Saul Goodman - Liev Schreiber – Ray Donovan como Ray Donovan 2016: Billy Bob Thornton – Goliath como Billy McBride - Rami Malek – Mr. Robot como Elliot Alderson - Bob Odenkirk – Better Call Saul como Saul Goodman - Matthew Rhys – The Americans como Philip Jennings - Liev Schreiber – Ray Donovan como Ray Donovan 2017: Sterling K. Brown – This Is Us como Randall Pearson - Freddie Highmore – The Good Doctor como Shaun Murphy - Bob Odenkirk – Better Call Saul como Saul Goodman - Jason Bateman – Ozark como Martin "Marty" Byrde - Liev Schreiber – Ray Donovan como Ray Donovan 2018: Richard Madden – Bodyguard como David Budd - Matthew Rhys – The Americans como Philip Jennings - Jason Bateman – Ozark como Martin "Marty" Byrde - Billy Porter – Pose como Pray Tell - Stephan James – Homecoming como Walter Cruz 2019: Brian Cox – Succession como Logan Roy - Kit Harington – Game of Thrones como Jon Snow - Rami Malek – Mr. Robot como Elliot Alderson - Tobias Menzies – The Crown como Príncipe Philip, Duque de Edimburgo - Billy Porter – Pose como Pray Tell |

### Anos 2020
2020: Josh O'Connor – The Crown como Charles, Príncipe de Gales
- Al Pacino – Hunters como Meyer Offerman
- Bob Odenkirk – Better Call Saul como Saul Goodman
- Jason Bateman – Ozark como Marty Byrde
- Matthew Rhys – Perry Mason como Perry Mason

2021: Jeremy Strong – Succession como Kendall Roy
- Brian Cox – Succession como Logan Roy
- Lee Jung-jae – Squid Game como Seong Gi-hun
- Omar Sy – Lupin como Assane Diop
- Billy Porter – Pose como Prayerful Tell

2022: Kevin Costner – Yellowstone como John Dutton
- Jeff Bridges – The Old Man como Dan Chase
- Diego Luna – Andor como Cassian Andor
- Bob Odenkirk – Better Call Saul como Saul Goodman
- Adam Scott – Severance como Mark Scout

2023: Kieran Culkin – Succession como Roman Roy
- Jeremy Strong – Succession como Kendall Roy
- Dominic West – The Crown como Charles, Príncipe de Gales
- Gary Oldman – Slow Horses como Jackson Lamb
- Pedro Pascal – The Last of Us como Joel Miller
- Brian Cox – Succession como Logan Roy

2024: Hiroyuki Sanada – Shōgun como Yoshii Toranaga 
- Gary Oldman – Slow Horses como Jackson Lamb
- Donald Glover – Mr. & Mrs. Smith como John Smith / Michael
- Jake Gyllenhaal – Presumed Innocent como Rusty Sabich
- Eddie Redmayne – The Day of the Jackal como O Chacal
- Billy Bob Thornton – Landman como Tommy Norris